# (32513) 2001 OL31
(32513) 2001 OL31 est un astéroïde troyen de Jupiter découvert en 2001.

## Description
(32513) 2001 OL31 a été découvert le 19 juillet 2001 à l'observatoire Palomar, situé au nord de San Diego en Californie, par le programme Near Earth Asteroid Tracking (NEAT).

### Caractéristiques orbitales
L'orbite de cet astéroïde est caractérisée par un demi-grand axe de 5,20 ua, un périhélie de 4,88 ua, une excentricité de 0,06 et une inclinaison de 25,37° par rapport à l'écliptique. Du fait de ces caractéristiques, à savoir un demi-grand axe compris entre 4,6 et 5,5 ua et un périhélie inférieur à 0,3 ua, il est classé, selon la JPL Small-Body Database, astéroïde troyen de Jupiter du camp troyen. Il est situé au point de Lagrange L5 du système Soleil-Jupiter.

### Caractéristiques physiques
(32513) 2001 OL31 a une magnitude absolue (H) de 11,5 et un albédo estimé à 0,057.